# 18702 Sadowski
18702 Sadowski (1998 HG68) là một tiểu hành tinh vành đai chính được phát hiện ngày 21 tháng 4 năm 1998, bởi nhóm nghiên cứu tiểu hành tinh gần Trái Đất phòng thí nghiệm Lincoln ở Socorro.